# Loon op Zand
Loon op Zand  è una municipalità dei Paesi Bassi di 22 842 abitanti situata nella provincia del Brabante Settentrionale.